# افرادی که در مراسم عروسی از آنها متنفریم
افرادی که در مراسم عروسی از آنها متنفریم (به انگلیسی: The People We Hate at the Wedding) فیلمی محصول سال ۲۰۲۲ و به کارگردانی کلیر اسکانلون است. در این فیلم بازیگرانی همچون الیسون جنی، بن پلت، سینتیا آدای-رابینسون، کریستن بل، ایزاک دو بانکوله، کاران سونی، داستین میلیگان، تونی گلدوین، جورما تاکونی، جولین اوندن، روفس جونز، لیزی کاپلان، دارسی کاردن و اندی دالی ایفای نقش کرده‌اند.